# Athlético de Coléah
L'Athlético de Coléah è una società calcistica con sede a Conakry in Guinea.
Gioca le gare casalinghe allo stadio 28 Septembre Conakry e milita nella massima serie calcistica guineana.

## Rosa
- Abdoul Aziz Keita
- Fara Kamano
- Ibrahima Conté
- Ibrahima Traore
- Sayon Capi
- Salifou Sylla
- Ismaël Bangoura
- Mohamed Fofana
- Joseph Takissa
- Moussa Conde
- Aboubacar Camara
- Ibrahima Kouyate

## Staff tecnico
| Nome                | Ruolo                    |
| ------------------- | ------------------------ |
| Koly Koivogui       | allenatore               |
| Balla Kouyate       | vice-allenatore          |
| Mamadou Keita       | preparatore dei portieri |
| Yakhouba Camarra    | direttore tecnico        |
| Minkael Sylla       | general manager          |
| Abdoul Kader Camara | medico                   |
| Aboubacar Soumah    | massaggiatore            |

## Palmarès
- Tournoi Ruski Alumini: 1

2005

## Calciatori famosi
- Ibrahim Yattara
- Ismaël Bangoura